# Baccara
Baccara es un dúo musical formado en 1977 por las cantantes y artistas españolas María Teresa Mateos Guillén "Mayte Mateos" (Logroño, 7 de febrero de 1951) y María Eugenia Martínez Mendiola "María Mendiola" (Madrid, 4 de abril de 1952 - Madrid, 11 de septiembre de 2021). Ambas se conocieron mientras trabajaban en el ballet de Televisión Española de Alberto Portillo y, después de su separación, continuaron usando el nombre de Baccara para los dúos que una y otra formaron.

## Historia
Corría el año 1976 cuando María Mendiola, entonces primera bailarina del ballet de Alberto Portillo, tuvo la idea de formar un dúo inspirándose en las populares Hermanas Kessler. Mendiola le propuso el proyecto a Mayte Mateos y esta aceptó. Probaron fortuna como Venus en una sala de fiestas de Zaragoza, pero fueron despedidas por ser consideradas demasiado elegantes. El entonces marido de Mendiola les consiguió un contrato en el Hotel Tres Islas en Fuerteventura (Canarias) donde serían descubiertas por tres gerentes de la RCA y quienes las invitarían a grabar un disco en Hamburgo (Alemania).
Mendiola, la única que hablaba inglés, sirvió de puente entre los jefes de promoción y ellas para llegar a un acuerdo. A principios de 1977 serían lanzadas al mercado musical como Baccara, cuyo significado se halla en la denominación de una variedad de rosa color rojo oscuro de tallo largo. Su primera canción, Yes Sir, I Can Boogie arrasó en las listas de éxitos y las llevó hasta el Libro Guinness de los récords como las primeras artistas españolas en conseguir un número 1 absoluto en el Reino Unido.  
El dúo consiguió llegar a lo más alto en países como Alemania, el Reino Unido, Francia, Suecia, Rusia, e incluso Japón, cuando ni siquiera aún habían salido en televisión y sus rostros eran completamente desconocidos. Un segundo sencillo titulado Sorry, I'm A Lady les dio más fama y popularidad hasta que, en 1978, fueron elegidas para representar a Luxemburgo en el Festival de Eurovisión con el tema Parlez-Vous Français?. Quedaron en séptima posición después de haber recibido la máxima puntuación del jurado español. Aquella fue una de las canciones más exitosas en las listas de ventas de esa edición del festival. Numerosos éxitos se sucedieron, como The Devil Sent You To Laredo o Ay, Ay Sailor, y el público comenzó a conocerlas como las reinas de las discotecas. Una de las claves de la popularidad del dúo fueron las coreografías dirigidas por Mendiola, quien se encargaba de montarlas según iban grabando más canciones.

## Escisión
Tras una serie de éxitos como Darling, Body-Talk, o los ya mencionados The Devil Sent You To Laredo y Ay, Ay Sailor, el dúo se desintegró a consecuencia de una polémica que surgió con el lanzamiento del sencillo Sleepy-Time-Toy. Existía desacuerdo entre Mendiola y el productor respecto a la mezcla de voces usada en el tema y, como resultado de las acciones legales que Mendiola emprendió contra la discográfica, Rolf Soja y Frank Dostal no intervinieron en el cuarto álbum de Baccara. En 1981, después de grabar Bad Boys con Bruce Baxter y Graham Sacher, ambas integrantes decidieron iniciar sus carreras en solitario. Mateos comenzó su carrera como solista en la misma RCA Víctor e interpretó canciones escritas por Rolf Soja.
Ni Mateos ni Mendiola obtuvieron mucho éxito como solistas y, después de unos años, se buscaron nuevas compañeras y rehicieron el dúo. Baccara sigue actuando a lo largo y ancho de toda Europa y no ha parado de lanzar nuevos discos al mercado en sus dos formaciones. Su repunte de popularidad se debe en gran medida al apoyo de los fans gays que tratan a Baccara como grupo de culto dentro de un revivalismo por la música disco de los años 70s y 80s que incluye, asimismo, a Modern Talking.
Las dos formaciones han hecho regrabaciones de sus éxitos para discográficas menores, mismas que son reeditadas con regularidad bajo el nombre original de Baccara, sin hacer distinción entre ambas agrupaciones. Las versiones originales de sus éxitos, grabadas entre 1977 y 1981, están disponibles únicamente en las ediciones de Sony BMG Music Entertainment, que tiene los derechos sobre el catálogo de la antigua RCA Victor.
Con motivo del trigésimo aniversario de Baccara, la Sony-BMG alemana lanzó al mercado una muy completa colección de tres CDs en agosto de 2007. Esta recopilación incluye 50 grabaciones originales y, en ella, varias canciones como Mad In Madrid, Amoureux, Baila Tú, En El Año 2000, Eins Plus Eins Ist Eins, Sleepy-Time-Toy y Candido hicieron su debut en este formato digital.

### La formación de Mayte Mateos (1983-presente)
En 1983, Mayte Mateos rehizo Baccara al lado de Marisa Pérez (quien posteriormente sería pareja artística de María Mendiola por casi 25 años), y reintrodujo al dúo en el espectáculo europeo. A Pérez la sucedieron hasta trece compañeras distintas: Ángela Muro, Soledad García, Jane Comerford, Cristina Sevilla, Romy Abradelo, Isabel Patton, María Marín, Francesca García y Paloma Blanco, entre muchas otras.
Con Cristina Sevilla, integrante entre 1999 y 2004, grabó los álbumes Baccara 2000 (1999)  y Soy Tu Venus (2004). Sevilla, ulteriormente, sería también pareja de María Mendiola desde el año 2011.
En 2004, Baccara volvió a probar suerte en Eurovisión. Participó en el Melodifestivalen 2004, concurso de preselección para representar a Suecia, con la canción Soy tu Venus. El tema no fue elegido ya que la estrella sueca, Lena Philipsson, se hizo con el triunfo tanto local como internacionalmente. Christer Björkman, director del concurso, declaró que Baccara representó un aporte renovador y exótico a la edición 2004 del certamen para elegir a la canción sueca. 
Junto a Paloma Blanco (excomponente de La Década Prodigiosa), y pareja entre 2005 y 2024, grabó el álbum Satin... In Black & White que salió a la venta en el año 2008.
En 2025, Paloma Blanco abandonó el dúo tras casi 20 años formando parte del mismo. Mayte Mateos anunció que continuaría siendo la voz principal de la formación, contando con otras dos voces femeninas como coristas.

### La formación de María Mendiola (1985-2021)
María Mendiola hizo pareja con la también bailarina Marisa Pérez, una vez que esta se separó de Mateos, y llamó a su formación New Baccara para distinguirla de la alineación de esta última. En 1987, New Baccara llegó al Top 5 en España y al Top 40 en Alemania con el sencillo Call Me Up / Talisman, escrito por Ian Cussick. El año 1988 vio al dúo estrenar una serie de sencillos bailables, influenciados por el Hi-NRG europeo. Call Me Up, Fantasy Boy y Touch Me fueron producidos por Luis Rodríguez Salazar, colaborador habitual de Dieter Bohlen para los discos de Modern Talking y C.C. Catch, y resultaron ser grandes éxitos de discoteca en toda Europa. Su versión de Wind Beneath My Wings, editada en 1993, fue un éxito en los clubes nocturnos del Reino Unido.
A partir del año 1993, New Baccara fue renombrado como Baccara, y los lanzamientos de sencillos y álbumes continuaron, aunque el dúo no tuvo gran presencia en las listas de popularidad ya que su música estaba dirigida, fundamentalmente, a las salas de baile.
El 18 de agosto de 2005, Mendiola y Pérez tuvieron el honor de plasmar las huellas de sus manos en el Paseo de las Estrellas del centro comercial Gasometer City, en la ciudad de Viena, Austria, ante una multitud de reporteros y de fans que celebraron la inmortalización del famoso dúo.
A mediados de 2008, Pérez, aquejada de un problema de salud crónico que le impedía bailar, tuvo que abandonar temporalmente la formación. Fue sustituida temporalmente hasta 2010 por Laura Mendiola, sobrina de Maria Mendiola. Sin embargo, Pérez se vio obligada a dejar el dúo de forma definitiva por lo que, Cristina Sevilla, integrante de la formación de Mateos entre 1999 y 2005, se convirtió en la nueva pareja de Mendiola a partir del año 2011. 

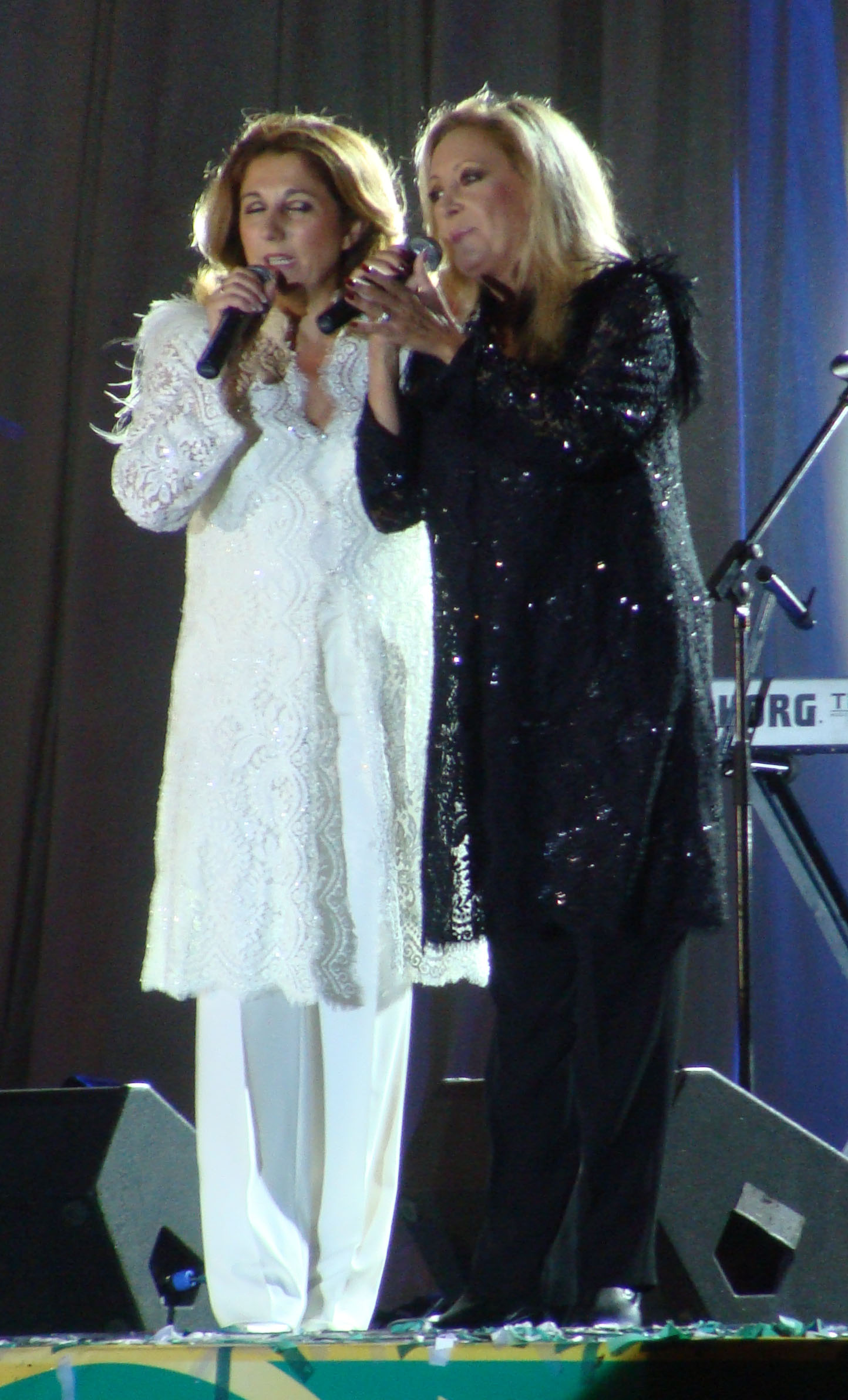
Cristina Sevilla y María Mendiola en 2011

Junto a Cristina Sevilla, y bajo la producción de Luis Rodríguez, en 2017 lanzó al mercado el álbum I Belong To Your Heart.
En noviembre de 2020, Yes Sir, I Can Boogie regresó a las listas de éxitos del Reino Unido después de que apareciera en varios vídeos que fueron publicados en línea por miembros del equipo de fútbol de Escocia. La selección clasificó para los campeonatos europeos y a sus integrantes se les escuchó interpretar la canción en los vídeos de celebración. El tema se convirtió en el hit número 57  de la lista nacional de sencillos  y alcanzó el puesto número 2 en el Top 100 de la lista oficial de ventas de sencillos. Mendiola comentó en ese momento que estaría feliz de grabar una nueva versión para la final.
En junio de 2021, el DJ escocés George GBX Bowie lanzó una nueva versión de Yes Sir, I Can Boogie para que los hinchas escoceses la usaran como himno de la UEFA Euro 2020. Fue así como, Yes Sir, I Can Boogie (Paul Keenan Remix), versión dance con las voces de Mendiola y de Sevilla, consiguió el puesto número 11 del Top 100 de la lista oficial de ventas de sencillos.
María Mendiola falleció, a los 69 años de edad, el 11 de septiembre de 2021 en Madrid.

### La formación de Cristina Sevilla (2022-presente)
Tras el fallecimiento de María Mendiola, Cristina Sevilla decidió seguir al frente de la formación a modo de homenaje permanente al legado de Mendiola.
El 26 de enero de 2022 se hizo el anuncio oficial de su nueva compañera, Helen De Quiroga, cantante con larga trayectoria y conocida por su trabajo junto a artistas como Miguel Bosé o Alejandro Sanz, y también por protagonizar musicales como Cats, además de dar voz a películas de Disney como La Sirenita y El Rey León. Su presentación se produjo en Kiev, Ucrania, en febrero de 2022.

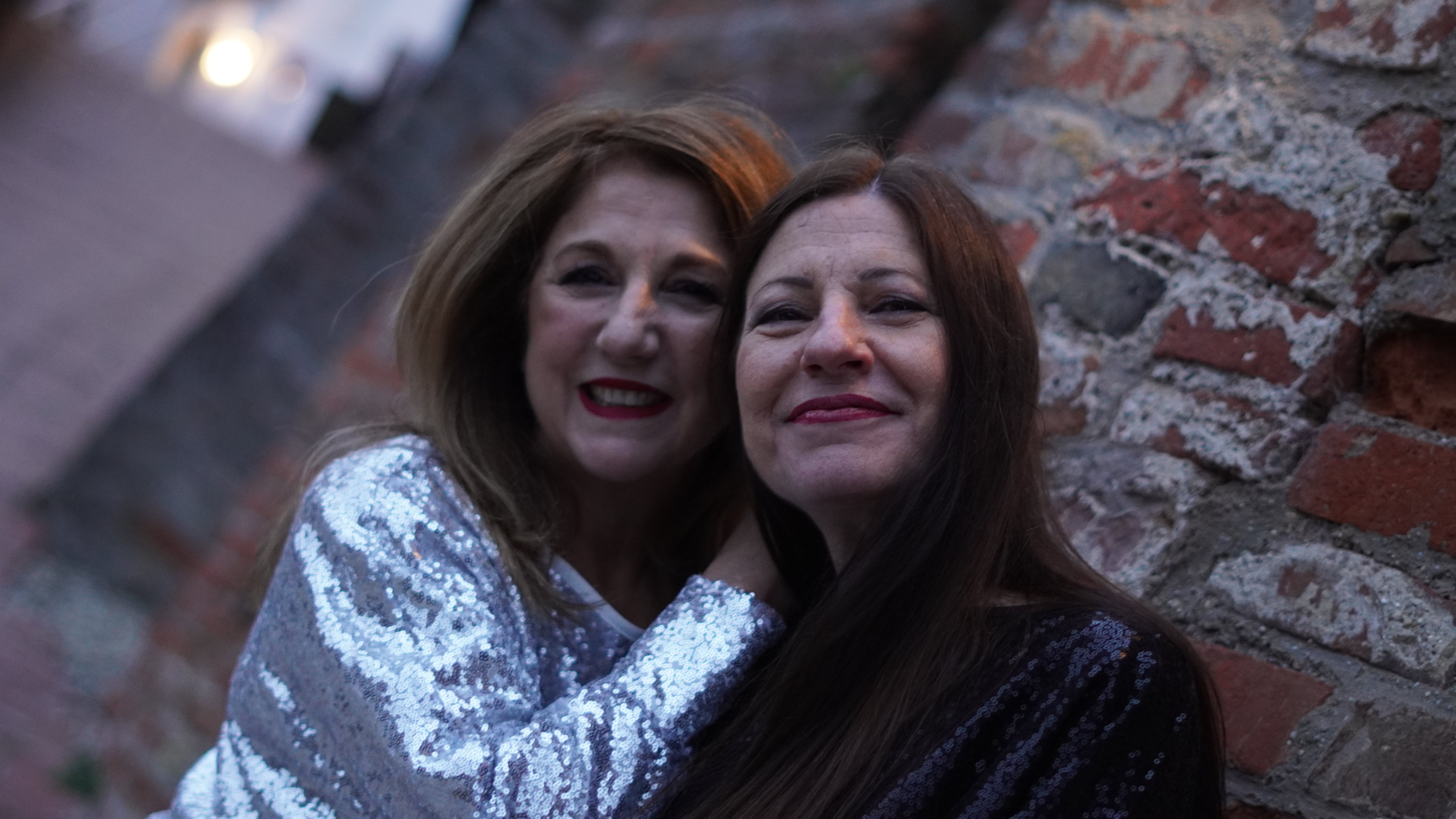
Cristina Sevilla (a la izquierda) y Helen de Quiroga, en 2022

Durante el 2022 el dúo ofreció diversos conciertos y actuaciones en diversas ciudades europeas como Sevilla (Colección Crucero de Christian Dior), Madrid (Fiestas del Orgullo, Plaza de España), Londres (Guilfest) en Inglaterra, Stirling (Doune The Rabbit Hole Festival) en Escocia, Kuremaa (Küüslaugufestival)  en Estonia, y Brandemburgo (Beelitzer Landesgartenschau)  en Alemania.
El 9 de septiembre de 2022 la discográfica de Baccara, Team 33, lanzó al mercado su primer sencillo, Don’t Let This Feeling Go Away, compuesto por Philippe Escaño y Luis Rodríguez Salazar, y producido por este último.
A finales de noviembre de 2022 Baccara viajó a Estados Unidos para realizar dos conciertos en Los Ángeles (New Wave Live)  y se convirtió en la primera y única formación de Baccara en presentar un show en el continente americano.
En abril de 2023, la edición española de la conocida revista de moda ELLE dedicó a Baccara un reportaje de cuatro páginas. 
A lo largo de 2023 Sevilla y de Quiroga actuaron en Oruro Bolivia, participaron en Nostalgia Fest   en Riga Letonia, participaron en New Wave Fest en Anaheim  y San José  en Estados Unidos, realizaron un gran concierto  en Uralsk Kazajistán, y actuaron con Richard Clayderman durante el Festival de Arte y Cultura  en Botosani Rumanía entre otros. 
En septiembre de 2023 Sevilla y de Quiroga son elegidas por la firma de moda ETAM para participar en el "ETAM LIVE SHOW 2023"  dentro de la Semana de la Moda de París en Francia. El espectáculo fue retransmitido en directo por el canal de televisión francés TMC (canal de televisión).
2024 lo inauguraron volviendo a actuar en Londres Reino Unido.
La formación de Cristina Sevilla no es una banda tributo. Es Baccara, con los derechos oficialmente registrados tanto en la Oficina de Propiedad Intelectual de la Unión Europea (EUIPO) como en la Oficina de Propiedad Intelectual del Reino Unido (IPO).

## Discografía (formación original)

### Sencillos
- 1977 - Yes Sir, I Can Boogie / Cara Mia
- 1977 - Sorry, I'm A Lady / Love You Till I Die
- 1977 - Yes Sir, I Can Boogie (US 12" Version)
- 1977 - Granada / Sorry, I'm A Lady
- 1977 - Koochie-Koo / Number One
- 1978 - Parlez-Vous Français? / Amoureux
- 1978 - Parlez-Vous Français? (English Version) / You And Me
- 1978 - Parlez-Vous Français? / Adelita
- 1978 - Darling / Number One
- 1978 - Darling / Mad In Madrid
- 1978 - The Devil Sent You To Laredo / Somewhere In Paradise
- 1978 - El Diablo Te Mandó A Laredo / Somewhere In Paradise
- 1979 - Body-Talk / By 1999
- 1979 - Body-Talk (Versión extendida) / By 1999 (Versión extendida)
- 1979 - Baila Tú / En El Año 2000
- 1979 - Ay, Ay Sailor / One, Two, Three, That's Life
- 1979 - Ay, Ay Sailor / For You
- 1979 - Eins Plus Eins Ist Eins / For You
- 1980 - Sleepy-Time-Toy / Candido
- 1981 - Colorado / Mucho, Mucho

### Álbumes
- 1977 - Baccara
- 1978 - Light My Fire
- 1979 - Colours
- 1981 - Bad Boys

## Discografía (formación de María Mendiola)

### Sencillos
- 1987 - Call Me Up
- 1987 - Talismán
- 1988 - Fantasy Boy
- 1989 - Touch Me
- 1990 - Yes Sir, I Can Boogie '90 (Radio Cut)
- 1993 - Wind Beneath My Wings
- 1999 - Sorry, I'm A Lady (Dance Version)
- 2000 - I Want To Be In Love With Somebody
- 2000 - Face To Face
- 2002 - Yes Sir, I Can Boogie (Copa Remix)
- 2005 - Yes Sir, I Can Boogie 2005 (Radio Edit)
- 2008 - Fantasy Boy 2008 (BTS Radio Mix) [Disponible en plataformas digitales]
- 2012 - Maria Maria (Con Peter Glyt) [Disponible en plataformas digitales]
- 2016 - Yes Sir, I Can Boogie (Con Plugin) [Disponible en plataformas digitales]
- 2016 - I Belong To Your Heart
- 2021 - Yes Sir, I Can Boogie (Sparkos Remix) [Disponible en plataformas digitales]
- 2021 - Yes Sir, I Can Boogie (Paul Keenan Remix) [Disponible en plataformas digitales]
- 2021 - No Sir, Don't Say Goodbye [Disponible en plataformas digitales]

### Maxisencillos
- 1986 - Call Me Up (Special DJ Mix)
- 1986 - Talismán (Extended Mix)
- 1988 - Fantasy Boy (Special Maxi Mix)
- 1988 - Fantasy Boy (Hot Cut Mix)
- 1989 - Touch Me (Erotic Dance Mix)
- 1989 - Fantasy Boy (Duncapella Mix)
- 1989 - Touch Me (Disconet Remix)
- 1990 - Yes Sir, I Can Boogie '90 (Boogie Club Mix)
- 1993 - Wind Beneath My Wings (Extended Mix)
- 1999 - Wind Beneath My Wings (Club Mixes)
- 2002 - Wind Beneath My Wings 2002
- 2005 - Yes Sir, I Can Boogie 2005 (Extended Mix)
- 2008 - Fantasy Boy 2008 (BTS 20th Anniversary Mix) [Disponible en plataformas digitales]
- 2012 - Wind Beneath My Wings (Almighty Club Mix) [Disponible en plataformas digitales]
- 2016 - I Belong to Your Heart (Extended Mix)
- 2018 - Gimme Your Love (Bobby To Extended Mix) [Disponible en plataformas digitales]

### Álbumes
- 1990 - F.U.N.
- 1999 - Made In Spain
- 2000 - Face To Face
- 2002 - Greatest Hits (Regrabaciones más 4 nuevas canciones)
- 2006 - Singles Collection (Recopilatorio más 2 nuevas canciones)
- 2017 - I Belong To Your Heart [11 nuevas canciones, más "I Belong To Your Heart (Extended Mix)", y "Fantasy Boy 2017"]

## Discografía (formación de Mayte Mateos)

### Sencillos
- 1994 - Copacabana
- 1994 - Yes Sir, I Can Boogie (Italo Decadance Mix)
- 1994 - Sorry, I'm A Lady (Italo Decadance Mix)
- 1999 - Yes Sir, I Can Boogie '99 (Radio Mix)
- 2004 - Soy Tu Venus (Radio Version)
- 2010 - Christmas Medley (Radio Edit) [Disponible en plataformas digitales]
- 2013 - Yes Sir, I Can Boogie (Con Sala & The Strange Sounds) [Disponible en plataformas digitales]
- 2016 - Dame Un Poco De Tu Amor (Con Fundación Tony Manero) [Disponible en plataformas digitales]
- 2017 - Dame Un Poco De Tu Amor  (Rayko Remix) (Con Fundación Tony Manero) [Disponible en plataformas digitales]

### Maxisencillos
- 1994 - Copacabana (Extended Mix)
- 1994 - Yes Sir, I Can Boogie (Italo Decadance Extended Mix)
- 1994 - Sorry, I'm A Lady (Italo Decadance Extended Mix)
- 1999 - Yes Sir, I Can Boogie '99 (Extended Mix)
- 2004 - Soy Tu Venus (PVC One 5 Club Mix)

### Álbumes
- 1994 - Yes Sir, I Can Boogie (Golden Hits) [Regrabaciones más 5 nuevas canciones]
- 1999 - Baccara 2000
- 2004 - Soy Tu Venus
- 2008 - Satin... In Black & White

## Discografía (formación de Cristina Sevilla)

### Sencillos
- 2022 - Don't Let This Feeling Go Away [Disponible en plataformas digitales]
- 2023 - When I'm With You  [Disponible en plataformas digitales]
- 2024 - Vamos Al Cielo  [Disponible en plataformas digitales]
- 2025 - The Power Of Love [Disponible en plataformas digitales]

### Maxisencillos
- 2023 - Don't Let This Feeling Go Away (Versión extendida) [Disponible en vinilo y en plataformas digitales]
- 2024 - Vamos al Cielo (Versión extendida) [Disponible en vinilo y en plataformas digitales]